# Strahinj
Strahinj – wieś w Słowenii, w gminie Naklo. W 2018 roku liczyła 733 mieszkańców.